# Lebensmittelkonversionseffizienz
Die Lebensmittelkonversionseffizienz (kurz LKE), auch Nahrungsmittelkonversionseffizienz, beschreibt das Verhältnis zwischen den tierischen Erzeugnissen der Nutztiere und der Essbarkeit der eingesetzten Futterkomponenten für den Menschen.
Sie ist wichtig im Zusammenhang mit der Tank-Teller-Diskussion.
Laut einer Schweizer Studie aus dem Jahr 2016 liegt bei Vollweidehaltung von Milchkühen der Faktor bei dem 6,6 bis 11,2fachen output gegenüber dem eingesetzten Futter bezogen auf Protein. Bei Energie lag der Faktor für das System Vollweide bei dem 3,5- bis 6,6-fachen. Bei Stallhaltung waren die Ergebnisse deutlich schlechter, jedoch noch positiv gegenüber dem Direktverzehr (Faktor 1,0 bis 2,5 für das Protein und 0,9 bis 1,9 für die Energie). Zudem war die Proteinqualität der tierischen Produkte höher als bei den für den Menschen verwertbaren Futterkomponenten.

## Schweinemast
Schweine fressen bereits sehr viele Restströme aus der Produktion menschlicher Lebensmittel. Bei der Nutzung von gemischten Lebensmittelabfällen muss jedoch auf den Seuchenschutz geachtet werden. Gerade die Maul- und Klauenseuche stellt hier ein Risiko dar.